# Склоп за стварање оптичке слике
Склоп за стварање оптичке слике је систем од једног или више оптичких елемената чија је главна намена стварање оптичке слике предмета.

## Намене
Основне намене склопа за стварање оптичке слике су:
- увећање видне слике далеких предмета
- увећање видне слике блиских предмета
- снимање оптичке слике на оптички детектор
- пројектовање увећане видне слике на површину за приказивање

## Врсте
Према основној намени, склоп за стварање оптичке слике може да се поделе у четири основне врсте:

(1) склоп за увећање видне слике далеких предмета,:на пример оптички телескоп, двоглед, дурбин

(2) склоп за увећање видне слике блиских предмета,:на пример оптички микроскоп и лупа

(3) склоп за снимање оптичке слике на оптички детектор, на пример фотографска камера, филмска камера, астрономска камера 

4) пројектор, за пројектовање увећане видне слике на површину за приказивање

## Историја
Док је способност провидних минералних стена да измене величину или облик предмета посматраног кроз њих вероватно била позната још од античких времена, проналаску првог склопа за стварање оптичке слике претходила је употреба малих сочива за исправљање мана вида - претеча наочара - од 13-ог века. Прво су, за исправљање далековидости, коришћена сабирна сочива, по чијем облику, који је подсећао на плод биљке махунарке (сочиво, лат. Lens culinaris) је овај оптички елемент добио име.

### Први телескоп
Почетком 17-ог века у холандском патентном заводу је у кратком времену забележено неколико пријава оптичког склопа за стварање увећане слике далеких предмета. Прва од њих била је од стране Ханса Липерхеја (Hans Lipperhey, или Lippershey), у јесен 1608. Већ следеће године, склопови ове врсте били су коришћени као први телескопи од стране Хариота (Thomas Harriot), Галилеја, и других. 
 Слика десно (горе) приказује једноставну оптичку шему овог склопа, познатог као Галилеов телескоп: предње сабирно сочиво (објектив) и задње расипно сочиво (окулар), постављено на малом растојању испред жиже објектива, производе паралелан сноп излазних зрака за сваки паралелан улазни сноп.
Без телескопа, ваносна тачка Т врло удаљеног предмета пресликава се у тачку Т' слике предмета на мрежњачи ока. Висина тачке Т' у односу на оптичку осу одређена је улазним углом (α) под којим средишњи, или главни зрак (испрекидана линија) пролази кроз зеницу ока. Са телескопом, улазни угао главног зрака у зеници ока (αу) је, као последица преламања светлости кроз сочива, већи, што чини већим и слику предмета на мрежњачи ока.

### Први микроскоп
Испод је приказана оптичка шема првог микроскопа, који се такође састојао од два проста сочива. За разлику од првог телескопа, задње сочиво је такође позитивно, и постављено иза жиже објектива, где, као и расипно сочиво испред жиже, производи снопове паралелних зрака који пролазе кроз зеницу ока и бивају сабрани у слике тачки предмета на мрежњачи. Као у случају телескопа, после преламања кроз сочива микроскопа, ваносни главни зраци пролазе кроз зеницу под већим углом и производе већу слику на мрежњачи од слике видљиве голим оком.

### Кеплеров телескоп
У основи исту оптичку шему има и тзв. Кеплеров телескоп, нешто каснији и бољи облик раног телескопа. Једина разлика, у том погледу, је у томе што је предмет посматрања у случају микроскопа близу, а у случају телескопа далеко. Предност коришћења сабирног сочива за окулар је у томе што оно ствара слику објектива - тзв. излазни отвор окулара - кроз чије средиште пролазе сви главни зраци и, са очном зеницом у равни излазног отвора окулара, производи најбољу могућу слику, и омогућава знатно шире поље слике. 
Са друге стране, расипно сочиво као окулар ствара замишљену слику објектива - тј. излазни отвор - у простору између објектива и окулара, те се не може користити за посматрање слике. Пошто паралелни снопови зрака геометријски извиру из излазног отвора, они у случају негативног окулара доспевају до очне зенице расути, што има за последицу виши ниво аберација и затамњивање поља слике (расутост зрака се на слици, на којој су углови преувеличани ради јасноће, види по томе што је средишњи, тј. главни зрак различит за свако сочиво и за око, и што се неки зраци шире ван очне зенице). Због тога је ова врста склопа данас у врло ограниченој употреби (нпр. позоришни, или Галилејски двоглед, са увећањем од 3 до 5 пута). 
За разлику од Галилејског телескопа, слика у Кеплеровом телескопу и микроскопу је обрнута у односу на предмет, што значи да се на очну мрежњачу пројектује у оријентацији предмета, а видимо је обрнуту (јер мозак обрће слику на мрежњачи, која је у голом оку обрнута, да бисмо усправне предмете посматрања видели као усправне).
Током векова, од ових првих облика оптичког склопа за стварање слике настали су многи други, сложенији облици, од модерних оптичких телескопа и микроскопа, до оптичких склопова за снимање и пројекцију оптичке слике. 

## Начин рада склопа за стварање оптичке слике
У начелу, склоп за стварање оптичке слике користи преламање и/или одбијање светлости да преусмери улазне оптичке зраке са сваке тачке предмета у одговарајућу тачку слике (слика десно). На тај начин склоп ствара оптичку слику предмета.
 У смислу таласног фронта, склоп за стварање оптичке слике користи преламање и/или одбијање светлости да промени облик таласног фронта који стиже са сваке тачке предмета било практично раван (за врло удаљене предмете), било испупчен сферни (за ближе предмете), у удубљен сферни, са ког се сви таласи срећу у фази у центру сфере, где стварају физичку слику односних тачака предмета.

## Опис склопа за стварање оптичке слике
Основни део склопа за стварање оптичке слике је објектив који ствара слику предмета. Он представља стварни, или физички део склопа, уз гранични (физички) отвор и оптичку слику. Склоп чија је основна намена посматрање слике коју ствара објектив користи и окулар као додатни физички део склопа. 
Основна обележја склопа непосредно везана за његове стварне делове су пречник граничног отвора (D) и жижна даљина објектива (ƒ). Из ова два обележја изведено је треће основно обележје склопа, жижни, или фокални рацио, F=ƒ/D. 
Уз стварне делове, за опис склопа за стварање оптичке слике неопходни су додатни, геометријски елементи, који су, као и сама жижна даљина склопа, непосредно или посредно везани за оптичке зраке као апроксимацију простирања светлости, и основе за одређивање геометриских и физичких својстава оптичке слике.  У ове елементе спадају:
- оптички отвори склопа
- размаци унутар склопа
- углови
- оптичке равни склопа
- кардиналне тачке склопа
- таласни фронт

 Слика десно приказује основне елементе оптичког склопа. Горе су приказани стварни делови склопа - гранични отвор и оптички елементи, са замишљеним сликама граничног отвора које оптички елементи стварају, и које су независне од предмета и његове слике - као и обележја непосредно везана за оптичке елементе: предња и задња жижа, и оптичка оса. 
У средини су приказана својства везана за оптичке зраке који пролазе кроз склоп: предмет и његова слика, главни (средишњи) зраци за тачку на оптичкој оси (А-А') и ваносну тачку (Б-Б'), ивични зраци за ове тачке, упадни, или улазни угао ваносног зрака (α), као и његов излазни угао (α'), под којим стиже у тачку слике Б'.
Доле су приказане основне равни склопа, раван предмета, слике, тангенцијална (или меридијанска) и сагитална раван, као и раван излазног отвора. Равни нормалне на оптичку осу - раван предмета, слике и излазног отвора - имају координатни систем са средиштем у пресеку равни и осе, који се користе у прорачуну путања зрака и оптичких аберација које из њих проистичу.

### Гранични отвор
Гранични отвор склопа за стварање слике је отвор који физички ограничава простирање светлости. Облик отвора је по правилу кружни, мада постоје изузеци, у случају склопова за посебне намене. 
У физичкој оптици, геометријска својства граничног отвора - облик и величина - као и својства преноса светлости на целокупној његовој површини, непосредно одређују својства физичке слике тачке, а тиме и својства проширене слике, састављене од слика тачки предмета.
Пречник уобичајеног, кружног граничног отвора склопа одређује његову раздвојну моћ, као и површину отвора, која одређује његову светлосну моћ.

### Објектив
Објектив је део склопа који ствара оптичку слику. Састоји се од једне или више оптичких површина са оптичком моћи, тј. са способношћу промене облика таласног фронта (у смислу оптичких зрака, са способношћу одбијања или преламања зрака). Најједноставнји објектив је удубљено огледало, док се сложенији облици објектива састоје од више огледала, више сочива, или од огледала и сочива.
У уобичајеним, осно симетричним склоповима, линија која пролази кроз центар оптичких елемената и око које су ови симетрично распоређени, назива се оптичка оса склопа.

#### Оптички елемент
Оптички елемент је или рефлективна површина, или комад израђен од проводног оптичког материјала. Најчешће употребљаване рефлективне површине су удубљена, испупчена и равна огледала. Најчешће коришћени комади проводног оптичког материјала су сабирна и расипна сочива, призме и равнострана плоча. 
Основно својство оптичког елемента је способност да промени облик или преусмери смер кретања таласног фронта светлости. Или, у погледу оптичких зрака, способност да преломи или одбије оптичке зраке.
У начелу, средишња оса симетрије првог оптичког елемента је оптичка оса склопа у уобичајеним, осно симетричним склоповима.

### Оптичка слика (геометријска или Гаусовска)
Оптичка слика је слика предмета коју ствара објектив. Геометријска оптичка слика, или Гаусовска слика, је теоретска слика предмета створена по принципима Гаусове оптике, или оптике првог реда. Аберација нема, и свака тачка предмета је путем оптичких зрака пресликана у тачку слике, тако да је слика, изузев у погледу величине, тачан одраз предмета. Њена величина је одређена увећањем слике објектива, а њен положај у простору даљином слике. 

#### Даљина слике
Место стварања оптичке слике је непосредно одређено жижном тачком зрака одбијених или преломљених на последњој оптичкој површини. Размак између последње оптичке површине и жиже, по правилу физичко растојање, назива се задња даљина жиже (енг. back focal length). У одсуству аберација, ова тачка се поклапа са Гаусовом жижом, која је описана као тачка у којој се сабирају до-осни зраци у Гаусовској апроксимацији.

##### Гаусова жижа
Гаусова жижа је геометријска слика тачке у оптичком склопу без аберација. Назив се примењује како за геометријску слику тачке на оптичкој оси склопа (А на слици 3), тако и за тачке у пољу слике (Б). У присуству аберација Гаусова жижа је у тачки пресека до-осних зрака оптичког отвора, који нису погођени аберацијама. 
Из Гаусове жиже, зраци пројектовани у простор из ког долазе изгледају као да извиру из излазног отвора склопа: средишњи зрак за било коју тачку слике изгледа као да долази из средишта излазног отвора, док ивични зраци за било коју тачку слике изгледају као да долазе са ивице излазног отвора.
Класичне, или примарне аберације слике тачке - сферна, кома (аберација) и астигматизам - су дате за ову жижну тачку, али је величина аберације у сваком случају мања у другој жижној тачки, званој најбоља жижа аберације.
Разлика у удаљености Гаусове жиже од најбоље жиже у присуству аберација је по правилу врло мала у односу на оптичку удаљеност слике, и као таква у начелу занемарљива за геометријске величине које се из ње изводе. Најважније међу тим величинама су даљина слике објектива, фокални рацио склопа и увећање слике објектива.

#### Оптичка даљина слике објектива
Оптичка даљина слике објектива од граничног отвора склопа је једнака раздаљини слике и излазног отвора склопа, помноженој са увећањем излазног отвора, који је дат количником пречника излазног отвора према пречнику граничног отвора склопа. Ова даљина представља даљину слике оптичког склопа, која је за врло удаљен предмет једнака његовој жижној даљини.
Жижна даљина ƒ оптичког склопа се налази на основу Гаусове геометријске апроксимације која важи за до-осне зраке склопа. У случају једноставних објектива, који се састоје од једне рефлективне површине, или једног сложеног сочива (нпр. дублет или триплет), жижна даљина се приближно покллапа са растојањем између објектива и слике удаљеног предмета. У случају сложених објектива, за одређивање жижне даљине и, уопште, удаљености слике за дату даљину предмета, неопходно је слеђење путање зрака.

#### Фокални рацио
Фокални, или ƒ-рацио склопа за стварање слике је рацио пречника његовог граничног отвора према жижној даљини склопа. У уобичајеној номенклатури, фокални рацио се означава са F, пречник склопа са D, а жижна даљина са ƒ, у ком случају је F=ƒ/D. Рацио склопа се по правилу пише са ƒ у бројиоцу, нпр. ƒ/10 за склоп чија је жижна даљина десет пута већа од пречника граничног отвора.
Значај фокалног рациа је у томе што одређује линеарну величину физичке, или дифракционе слике тачке, где је пречник Ери диска једнак 2.44λF (λ је таласна дужина светлости). Другим речима, физичка величина слике тачке за дату таласну дужину је иста за било који склоп са истим фокалним рациом, без обзира на пречник граничног отвора (међутим, пошто већи отвор у том случају подразумева сразмерно већу жижну даљину, угаона величина слике тачке је сразмерно мања у склопу са већим отвором).
Непосредно везано са тим је да је површински сјај слике тачке обрнуто сразмеран квадрату фокалног рациа, тј. сразмеран површини слике тачке. Ово је значајан чинилац при снимању оптичке слике на оптички детектор јер, у начелу, сјајнија слика захтева краће време снимања.
У погледу аберација, осетљивост склопа на дефокус је обрнуто сразмерна квадрату фокалног рациа.
Пошто је за предмете који нису врло далеки оптичка даљина слике већа од жижне даљине склопа, стварни фокални рацио склопа је такође већи. У том случају се, међутим, не зове фокални рацио, него нумерички отвор (енг. numerical aperture, NA), изражен као NA=nα, где је n индекс преламања средине у којој се ствара слика, а α угао који ивични зрак који доспева у жижу заклапа са оптичком осом. Овај угао је дат са α=d/I, где је d полупречник граничног отвора, а I оптичка даљина слике (за веће вредности α, NA=nsinα).

#### Увећање слике објектива
Увећање слике коју ствара објектив може бити или апсолутно, у односу на предмет, или привидно, у односу на слику предмета виђену голим оком.
 Апсолутно увећање је дато количником оптичке удаљености слике и удаљености предмета од граничног отвора склопа, који одражава однос висине слике према висини предмета (слика десно). 
Привидно увећање је дато количником угаоне величине оптичке слике посматране са граничне даљине оштрог вида, и угаоне величине слике предмета посматране голим оком. Пошто је угаона величина оптичке слике дата количником њене висине h и оптичке удаљености слике I, a угаона величина те слике посматране са граничне даљине оштрог вида (E=250мм), тј. као tan(α')=h/250, увећање објектива за углове довољно мале да се могу заменити њиховим тангенсом је дато са У=I/250.
За врло удаљен предмет, даљина слике се смањује на величину жижне даљине, тј. I=ƒ, и увећање објектива за углове довољно мале да се могу заменити њиховим тангенсом је дато са У=ƒ/250. 
За склоп који користи окулар за додатно увећање слике објектива, као, на пример, оптички телескоп или оптички микроскоп, укупно видно увећање слике је дато производом увећања објектива и увећања окулара, дакле:
```
                        

  

    

      

        
U

        
=

        

          

            
I

            
250

          

        

        

          

            
250

            

              
f

              

                
o

              

            

          

        

        
=

        

          

            
I

            

              
f

              

                
o

              

            

          

        

      

    

    
{\displaystyle U={\frac {I}{250}}{\frac {250}{f_{o}}}={\frac {I}{f_{o}}}}

  

       (1)
```

или, у случају врло удаљеног предмета посматрања, кад je I=ƒ,
```
                             

  

    

      

        
U

        
=

        

          

            
f

            

              
f

              

                
o

              

            

          

        

      

    

    
{\displaystyle U={\frac {f}{f_{o}}}}

  

         (2)
```

где је ƒо жижна даљина окулара.

### Окулар
Окулар је по правилу сложено сабирно сочиво које се састоји од два или више проста сочива. Његова улога је да увећа оптичку слику коју ствара објектив, пројектујући је на мрежњачу. Окулар практично омогућава да се слика коју ствара објектив посматра са даљине једнакој жижној даљини окулара ƒо, уместо са најмање даљине оштрог вида даљине од 250мм. Према томе, увећање окулара, за жижну даљину ƒо у мм, је дато са Уо=ƒо/250.

### Оптички зраци
Основни зраци за праћење стварања геометријске оптичке слике су средишњи, или главни зрак, ивични зраци, и зрак који пролази кроз жижу склопа и излази на другу страну паралелан са оптичком осом, тзв. жижни зрак.

#### Главни зрак
Главни зрак је зрак који пролази кроз средину улазног отвора оптичког склопа, без обзира да ли је осни зрак (у тачки А на слици 3) или у пољу слике (у тачки Б). Значај главног зрака је да се у односу на његову дужину пута рачуна разлика пута осталих зрака, т.ј. врста и велична аберације за дату тачку у пољу слике.

#### Ивични зрак
Ивични зраци су зраци који дотичу ивице граничног отвора.

#### Жижни зрак
Жижни зрак пролази кроз жижу, што значи да улази у објектив паралелан са оптичком осом. Пресек жижног и главног зрака у Гаусовој апроксимацији одређује раван геометријске слике.

### Оптички отвори
За разлику од граничног отвора склопа, који физички постоји, оптички отвори су његове замишљене оптичке слике. Један, или оба оптичка отвора могу да се поклапају са граничним отвором - на пример, у случају Њутновог рефлектора у ком је по правилу улаз светлости у склоп ограничен површином удубљеног огледала, оба оптичка отвора се поклапају са овим огледалом - али и тада остају оптичке величине, не стварни део склопа као гранични отвор.
Оптички отвори склопа су улазни и излазни отвор. Улазни отвор је слика граничног отвора коју ствара оптички елемент испред њега, а излазни отвор је слика граничног отвора коју ствара оптички елемент иза њега (слика 3).

#### Улазни отвор
Улазни оптички отвор (енг. entrance pupil) се такође може дефинисати као отвор који се види из простора из ког светлост доспева до њега, тј. из простора предмета. У већини случајева, оптички склоп нема оптички елеменат испред граничног отвора, у ком случају се улазни и гранични отвор поклапају.
Удаљеност улазног оптичког отвора мери се од прве оптичке површине (у примеру на слици, где улазна светлост путује слева надесно, удаљеност је негативна у Картезијанском координатном систему).
Улазни отвор је често на првој оптичкој површини склопа, али такође може бити испред или иза ње.

#### Излазни отвор
Излазни оптички отвор (енг. exit pupil) је слика - стварна или замишљена - улазног отвора коју ствара оптички елемент иза њега. Удаљеност излазног оптичког отвора мери се од равни слике (у примеру на слици, где улазна светлост путује слева надесно, удаљеност је негативна у Картезијанском координатном систему).
Основно својство излазног отвора је да зраци који стижу до слике створене од стране овог елемента изгледају као да долазе из излаѕног отвора: главни зраци изгледају као да долазе из његовог средишта, а ивични зраци изгледају као да долазе са његове ивице. На слици горе, слика излазног отвора је замишљена слика створена продужењем зрака преломљених кроз сочиво у смеру супротном од кретања светлости, до тачке њиховог замишљеног пресека.
Ово својство излазног отвора чини га погодним као основу за прорачун аберација склопа. За прорачун се користи излазни отвор из кога изгледа да зраци долазе у коначну оптичку слику склопа. Сложенији склопови са више оптичких елемената имају такође више излазних отвора, и могу имати и оптичке слике у путу светлости пре коначне слике. 
Две основне величине у прорачуну аберација склопа су координате тачке у излазном отвору: висина на полупречнику (ρ на слици), и угао полупречнка (θ). Оне су део аберационих једначина и за аберације пуног поља (сферна аберација), и за аберације поља слике (кома, астигматизам), док је за ове друге додатни чинилац и угао поља слике (α на слици).
На пример, улазни отвор Касегреновог телескопа са удубљеним главним и испупченим помоћним огледалом је по правилу површина главног огледала. Замишњена слика ове површине створена од стране помоћног огледала је излазни отвор склопа, из кога изгледа да зраци излазе долазећи у коначну слику. Овај излазни отвор је нешто даље од коначне слике него помоћно огледало, и нешто веће од њега (још увек битно мање од главног огледала).
У случају Грегоријевог телескопа, са удубљеним главним и помоћним огледалом, излазни отвор је такође слика површине главног огледала - овог пута стварна - створена од стране помоћног у равни жиже главног огледала. Зраци који стижу у прву слику склопа, ону створену од стране главног огледала нешто испред помоћног, стварно долазе са површине главног огледала, док зраци који стижу у коначну слику, створену после одбијања зрака од помоћног огледала, долазе из другог по реду излазног отвора, поменуте слике главног огледала створеног од стране помоћног у равни жиже главног огледала.

### Размаци
Размаци склопа су стварне и оптичке дужине између његових битних стварних и оптичких делова. Укључују даљину предмета, даљину слике, даљину излазног отвора, даљину улазног отвора и даљину граничног отвора склопа.

#### Даљина предмета
Даљина предмета се мери од граничног отвора до предмета и у начелу је једнака физичкој даљини предмета. 

#### Даљина слике
Даљина слике се такође мери од граничног отвора према слици предмета. Код једноставнх објектива, као удубљено огледало или ахроматски дублет, приближно је једнака физичком размаку објектива и слике; код сложених објектива, међутим, једнака је оптичком размаку између излазног отвора и слике, исправљеном за чинилац увећања излазног отвора.

#### Даљина излазног отвора
Даљина излазног отвора се мери од слике до отвора. Пошто је овај отвор коначна слика граничног отвора склопа, из ког геометријски извиру зраци који се сабирају у тачке слике, овај размак је основа за утврђивање оптичког размака између граничног отвора  слике, тј. даљине слике. Она је једнака размаку слике и излазног отвора, помножену са чиниоцем увећања излазног отвора, датим количником пречника излазног отвора према пречнику граничног отвора.
Такође, пошто сви главни (тј. средишњи) зраци геометриски долазе из средишта излазног отвора, његова даљина је такође основа за прорачун аберација слике, које произилазе из разлика у оптичком путу између главног зрака и осталих зрака који се сабирају у тачку слике.

#### Даљина улазног отвора
Даљина улазног отвора се мери од граничног до улазног отвора; нема посебан значај.

#### Даљина граничног отвора
Даљина граничног отвора од првог оптичког елемента иза њега има непосредан утицај на величину аберација поља склопа.

### Углови
Основни углови склопа су улазни, или упадни угао, и излазни угао за ваносне тачке слике. 
Такође, у прорачуну аберација, неопходно је користити угао тачке у равни излазног отвора, као и одговарајући му угао слке тачке у равни слике.

#### Упадни угао
Упадни угао је угао између главног упадног зрака и оптичке осе. Овај угао је једнак углу поља дате тачке слике. 

#### Излазни угао
Излазни угао је угао главног зрака и оптичке осе, под којим он стиже у тачку слике. Код једноставних објектива, он је обично приближно једнак улазном углу. Код сложених објектива, међутим, он је често битно различит. 

#### Угао тачке у излазном отвору
Овај угао се мери у равни излазног отвора, у поларном координатном систему са средиштем у средишту излазног отвора. Са висином тачке у односу на средиште излазног отвора, одређује положај тачке у излазном отвору, тј. разлку у оптичком путу између те тачке на таласом фронту склопа, и на поредбеној сфери. Ово разлика непосредно одређује врсту и величину аберација у тачки слике.

### Оптичке равни
Равни потребне за опис склопа и слике коју ствара су раван предмета, раван слике, предња и задња преломна раван, као и тангенционална и сагитална раван (слика 3, доле).

#### Раван предмета
Раван предмета је раван која садржи тачку предмета, нормална на оптичку осу. За врло удаљен предмет, његова тродимензионална пројекција је такође практично у једној равни, равни слике. У случају блиског тродимензионалног предмета, различите тачке су у различитим равнима и могу бити пресликани на различите оптичке даљине, проузрокујући изобличење (дисторзију) слике.

#### Раван слике
Раван слике је раван која садржи тачку слике, нормална на оптичку осу. Пошто је основна слика тачке предмета на оптичкој оси, раван која садржи ову тачку је основна раван слике. Ваносне тачке слике могу и не морају да леже у овој равни.

#### Преломне равни
Преломне равни (енг. principal planes) су равни у којима се секу пројектовани зраци преломљени на првој и последњој оптичкој површини, који долазе из предње (прва главна раван) или задње (друга главна раван) жиже склопа и излазе из њега паралелни, те изгледа као да се преламање зрака врши у тој једној равни (слика 6).

#### Тангенцијална и сагитална раван
Тангенцијална раван је раван која садржи средишњу осу оптичког склопа (која се поклапа са главним зраком средишње тачке оптичке слике) и главни зрак тачке у пољу слике. Пошто тачке у пољу слике покривају 360° око средишње тачке, угао ове равни се, у зависности од тачке слике коју садржи, такође креће од 0° до 360°. 
Значај тангенцијалне равни је у томе што њен пресек са равни слике одређује осу аберације, за коју је угао у излазном отвору нула. Класичне аберације, укључујући кому, су симетричне у односу на ову осу.
Сагитална раван је раван нормална на тангенцијалну, и на раван оптичке слике (т.ј. на раван нормалну на средишњу осу, која садржи средишњу тачку слике).

#### Оса аберације
Оса аберације је одређена пресеком тангенционалне равни и равни слике. Као таква, она представља осу симетрије геометријске слике тачке, у односу на коју се мери угао оријентације у односу на ову слику. За оријентацију у правцу осе аберације угао је нула, док су остале оријентације унутар пуног угла од 360 степени.

### Кардиналне тачке
У Гаусовој геометријској апроксимацији оптичке слике склопа за предмет у бесконачности (тј. за паралелне упадне зраке, или раван улазни таласни фронт), стварање оптичке слике је у потпуности одређено са три пара тзв. кардиналних тачака: две везане тачке, две главне тачке, и две чворне тачке.

#### Везане тачке
Тачка предмета и њена слика су тзв. везане тачке (енг. conjugate points). За једноставне објективе, однос даљина ове две тачке је одређен Гаусовом формулом танког сочива. Облик ове формуле је:
```
                            

  

    

      

        

          

            
1

            
f

          

        

        
=

        

          

            
1

            
I

          

        

        
+

        

          

            
1

            
O

          

        

      

    

    
{\displaystyle {\frac {1}{f}}={\frac {1}{I}}+{\frac {1}{O}}}

  

         (3)
```

где је ƒ жижина даљина склопа, О удаљеност предмета и I даљина слике. Из овог израза, жижна даљина се може изразити као ƒ=IО/(I+О), и даљина слике као I=Оƒ/(О-ƒ). Оба изведена израза упућују на то да је за врло удаљен предмет ƒ=I, тј. даљина слике је једнака жижној даљини. Такође, да је за О=ƒ, тј. предмет у жижи објектива, слика у бесконачности.
Гаусове формула је тачана под претпоставком да су све три величине у њој позитивне. То важи у случају сочива, али за удубљено огледало, на пример, удаљеност предмета, која се мери од предмета до објектива, је позитивна за огледало окренуто налево и предмет налево од огледала, али је даљина слике, која се мери од објектива до слике, негативна. Због тога се Гаусова формула сочива може применити на удубљено огледало само ако се, противно принципу знаковне одреднице, његова жижна даљина означи као позитивна величина. 
У случају сложенијих објектива, за утврђивање положаја жиже и оптичке даљине слике неопходно је праћење зрака. 

#### Главне тачке
Главне тачке (енг. principal points) оптичког склопа су тачке пресека прве и друге преломн равни са оптичком осом (П1 и П2 на слици 6).

#### Чворне тачке
Чворне тачке склопа (енг. nodal points) су тачке на оптичкој оси одређене косим улазним зраком чији угао остаје непромењен по проласку кроз склоп, тј. зрак чији је пут по изласку из склопа паралелан његовом путу пре уласка у склоп (Н1 и Н2 на слици 6). Прва чворна тачка је на пресеку пројектованог улазног пута зрака и оптичке осе, а друга чворна тачка на пресеку пројектованог излазног пута зрака и оптичке осе.

### Знаковна одредница
Знаковна одредница (енг. sign convention) утврђује начин на који се бројним величинама склопа - дужинским величинама, висинама и угловима - даје негативан или позитиван знак. Сврха одреднице је да се математички изрази који се користе у прорачуну геометријских и физичких својстава склопа и слике коју ствара ускалде са бројним величинама везаним за склоп, тако да дају исправан резултат.

#### Дужине
Основна одредница за дужине је обично заснована на Картезијанском координатном систему са средиштем у средишту граничног отвора склопа, и водоравном осом која се поклапа са оптичком осом склопа. Улазна светлост се простире слева надесно, у ком случају су све дужинске величине које се мере слева надесно позитивне, а дужине које се мере у супротном смеру негативне. На пример, полупречник закривљености удубљеног огледала окренутог налево има негативан знак.

#### Висине
Висини су, у начелу, позитивне кад се мере од осе нагоре, и негативне од осе надоле.

#### Углови
Две основне врсте углова су углови зрака у односу на оптичку осу, и углови зрака у односу на нормалу на оптичку површину. Они могу имати исту знаковну одредницу - на пример, да су углови који се мере од осе, или од нормале позитивни кад су у смеру обртања казаљке на сату, и негативне у супротном смеру - или могу имати различите одреднице. У складу са одредницом, прилагођава се облик рачунских израза који се употребљавају.  

### Таласни фронт
Таласни фронт је такође геометријско својство склопа за стварање оптичке слике. Његов облик, за био коју тачку слике, се добија праћењем дужине оптичког пута већег броја равномерно распоређених зрака кроз склоп. Облик таласног фронта у излазном отвору склопа непосредно одређује дужину пута таласа из сваке тачке излазног отвора до сваке тачке слике. Тиме облик таласног фронта непосредно одређује фазну разлику таласа који се срећу у свакој тачки слике, дакле и распоред енергије у свакој тачки слике, и ниво каквоће проширене физичке слике.

### Оптичка слика (физичка)
Физичка, или стварна оптичка слика је стварна слика предмета створена од стране оптичког склопа. Ова слика је састављена од физичких слика свих тачака са површине предмета, које се стварају и делом преклапају на површини слике.
Док су њена геометријска својства одређена геометријским обележјима склопа - пре свега оптичком даљином слике предмета - и својствима предмета, ниво каквоће физичке слике је одређен обликом таласног фронта за сваку тачку слике. У случају сферног таласног фронта, сви зраци се секу у једној тачки, и ниво каквоће оптичке слике одређен је само дифракцијом светлости са сферног таласног фронта. То је највиши могући ниво каквоће слике. У присуству аберација, таласни фронт одступа од сферног, што узрокује ширење слике тачке, и нижи ниво каквоће слике.